# 遼東守備軍 (日本軍)
遼東守備軍（りょうとうしゅびぐん）は、大日本帝国陸軍の軍の一つ。

## 沿革
日露戦争に伴う占領地の守備、兵站確保、軍政実施のため、1904年（明治37年）8月に編成され、満州軍に編入、遼東半島に配備された。旅順、大連、金州に軍政署を設置。1905年（明治38年）4月に廃止された。

## 軍概要

### 司令部構成
- 司令官
  - 西寛二郎 大将：1904年9月8日 -
  - （扱）児玉源太郎 大将：1905年5月9日 - 5月15日
- 参謀長 神尾光臣 少将：1904年8月30日 - 1905年5月15日
- 参謀
  - 依田昌兮 中佐
  - 柴勝三郎 中佐
- 満州軍倉庫長：日匹信亮 二等主計正

#### 遼東兵站監部
- 兵站監 （兼）井口省吾 少将：1905年4月27日 -
- 参謀長 西川虎次郎 中佐：1905年5月13日 - 11月30日

### 最終時隷下部隊
- 臨時電信隊
- 兵站司令部（11個）
- 後備歩兵第33連隊：河村光治 中佐
- 後備歩兵第48連隊
- 後備歩兵第15旅団：松居吉統 大佐
  - 後備歩兵第54連隊：松原瞹三郎 中佐
  - 後備歩兵第57連隊：森祇敬 中佐
  - 後備歩兵第49連隊：菊野景衛 中佐
- 後備歩兵第4旅団